# Morschen
Morschen är en kommun i Schwalm-Eder-Kreis i Regierungsbezirk Kassel i förbundslandet Hessen i Tyskland.
Kommunen bildades 1 januari 1974 genom en sammanslagning av de tidigare kommunerna Altmorschen, Heina, Konnefeld och Neumorschen.